# Somewhere I Belong
Somewhere I Belong – pierwszy singiel z drugiego studyjnego albumu Meteora numetalowego zespołu Linkin Park. Został zagrany też na koncercie w Teksasie, zapis z tego koncertu został wydany na albumie Live in Texas.
Jest to piosenka z typowym dla Linkin Park schematem (rapowane przez Mike’a Shinodę zwrotki, śpiewany refren i krzyczane przejście przez głównego wokalistę – Chestera Benningtona). Do tego utworu nagrano ponad 30 różnych refrenów by piosenka była jak najlepsza. Tekst oraz teledysk piosenki mówią o świecie do którego należy każdy człowiek. O swoim idealnym miejscu do którego podąża.
Motyw z początku utworu, a także pojawiający się w zwrotkach oraz kilka sekund przed ostatnim refrenem piosenki, to melodie grane przez Chestera Benningtona na gitarze akustycznej, które zostały przetworzone i odtworzone od tyłu.

## Lista utworów
1. „Somewhere I Belong”
2. „Step Up” (Live From Projekt Revolution San Diego 02.23.2002)
3. „My December” (Live From Projekt Revolution San Diego 02.23.2002)

## Twórcy
- Chester Bennington – wokale główne, gitara
- Mike Shinoda – gitara rytmiczna, rap, sampler, pianino
- Brad Delson – gitara prowadząca
- Dave „Phoenix” Farrell – gitara basowa
- Joe Hahn – turntablizm, samplery
- Rob Bourdon – perkusja